# Engels handbalteam (vrouwen)
Het Engels handbalteam is het nationale team van Engeland voor vrouwen. Het team vertegenwoordigt de English Handball Association.

## Resultaten

### Olympische Spelen
| Olympische Spelen | Olympische Spelen       | Olympische Spelen       | Olympische Spelen       | Olympische Spelen       | Olympische Spelen       | Olympische Spelen       | Olympische Spelen       | Olympische Spelen       |
| Jaar (teams)      | Resultaat               | Wed                     | W                       | G                       | V                       | DV                      | DT                      | DS                      |
| ----------------- | ----------------------- | ----------------------- | ----------------------- | ----------------------- | ----------------------- | ----------------------- | ----------------------- | ----------------------- |
| 1976 (6)          | Zie Verenigd Koninkrijk | Zie Verenigd Koninkrijk | Zie Verenigd Koninkrijk | Zie Verenigd Koninkrijk | Zie Verenigd Koninkrijk | Zie Verenigd Koninkrijk | Zie Verenigd Koninkrijk | Zie Verenigd Koninkrijk |
| 1980 (6)          | Zie Verenigd Koninkrijk | Zie Verenigd Koninkrijk | Zie Verenigd Koninkrijk | Zie Verenigd Koninkrijk | Zie Verenigd Koninkrijk | Zie Verenigd Koninkrijk | Zie Verenigd Koninkrijk | Zie Verenigd Koninkrijk |
| 1984 (6)          | Zie Verenigd Koninkrijk | Zie Verenigd Koninkrijk | Zie Verenigd Koninkrijk | Zie Verenigd Koninkrijk | Zie Verenigd Koninkrijk | Zie Verenigd Koninkrijk | Zie Verenigd Koninkrijk | Zie Verenigd Koninkrijk |
| 1988 (8)          | Zie Verenigd Koninkrijk | Zie Verenigd Koninkrijk | Zie Verenigd Koninkrijk | Zie Verenigd Koninkrijk | Zie Verenigd Koninkrijk | Zie Verenigd Koninkrijk | Zie Verenigd Koninkrijk | Zie Verenigd Koninkrijk |
| 1992 (8)          | Zie Verenigd Koninkrijk | Zie Verenigd Koninkrijk | Zie Verenigd Koninkrijk | Zie Verenigd Koninkrijk | Zie Verenigd Koninkrijk | Zie Verenigd Koninkrijk | Zie Verenigd Koninkrijk | Zie Verenigd Koninkrijk |
| 1996 (8)          | Zie Verenigd Koninkrijk | Zie Verenigd Koninkrijk | Zie Verenigd Koninkrijk | Zie Verenigd Koninkrijk | Zie Verenigd Koninkrijk | Zie Verenigd Koninkrijk | Zie Verenigd Koninkrijk | Zie Verenigd Koninkrijk |
| 2000 (10)         | Zie Verenigd Koninkrijk | Zie Verenigd Koninkrijk | Zie Verenigd Koninkrijk | Zie Verenigd Koninkrijk | Zie Verenigd Koninkrijk | Zie Verenigd Koninkrijk | Zie Verenigd Koninkrijk | Zie Verenigd Koninkrijk |
| 2004 (10)         | Zie Verenigd Koninkrijk | Zie Verenigd Koninkrijk | Zie Verenigd Koninkrijk | Zie Verenigd Koninkrijk | Zie Verenigd Koninkrijk | Zie Verenigd Koninkrijk | Zie Verenigd Koninkrijk | Zie Verenigd Koninkrijk |
| 2008 (12)         | Zie Verenigd Koninkrijk | Zie Verenigd Koninkrijk | Zie Verenigd Koninkrijk | Zie Verenigd Koninkrijk | Zie Verenigd Koninkrijk | Zie Verenigd Koninkrijk | Zie Verenigd Koninkrijk | Zie Verenigd Koninkrijk |
| 2012 (12)         | Zie Verenigd Koninkrijk | Zie Verenigd Koninkrijk | Zie Verenigd Koninkrijk | Zie Verenigd Koninkrijk | Zie Verenigd Koninkrijk | Zie Verenigd Koninkrijk | Zie Verenigd Koninkrijk | Zie Verenigd Koninkrijk |
| 2016 (12)         | Zie Verenigd Koninkrijk | Zie Verenigd Koninkrijk | Zie Verenigd Koninkrijk | Zie Verenigd Koninkrijk | Zie Verenigd Koninkrijk | Zie Verenigd Koninkrijk | Zie Verenigd Koninkrijk | Zie Verenigd Koninkrijk |
| 2020 (12)         | Zie Verenigd Koninkrijk | Zie Verenigd Koninkrijk | Zie Verenigd Koninkrijk | Zie Verenigd Koninkrijk | Zie Verenigd Koninkrijk | Zie Verenigd Koninkrijk | Zie Verenigd Koninkrijk | Zie Verenigd Koninkrijk |
| Totaal            | 0/0                     | 0                       | 0                       | 0                       | 0                       | 0                       | 0                       | 0                       |

 Kampioenen   Runners-up   Derde plaats   Vierde plaats

### Wereldkampioenschap
| Wereldkampioenschap | Wereldkampioenschap               | Wereldkampioenschap               | Wereldkampioenschap               | Wereldkampioenschap               | Wereldkampioenschap               | Wereldkampioenschap               | Wereldkampioenschap               | Wereldkampioenschap               |
| Jaar                | Resultaat                         | Wed                               | W                                 | G                                 | V                                 | DV                                | DT                                | DS                                |
| ------------------- | --------------------------------- | --------------------------------- | --------------------------------- | --------------------------------- | --------------------------------- | --------------------------------- | --------------------------------- | --------------------------------- |
| 1957                | Niet deelgenomen aan kwalificatie | Niet deelgenomen aan kwalificatie | Niet deelgenomen aan kwalificatie | Niet deelgenomen aan kwalificatie | Niet deelgenomen aan kwalificatie | Niet deelgenomen aan kwalificatie | Niet deelgenomen aan kwalificatie | Niet deelgenomen aan kwalificatie |
| 1962                | Niet deelgenomen aan kwalificatie | Niet deelgenomen aan kwalificatie | Niet deelgenomen aan kwalificatie | Niet deelgenomen aan kwalificatie | Niet deelgenomen aan kwalificatie | Niet deelgenomen aan kwalificatie | Niet deelgenomen aan kwalificatie | Niet deelgenomen aan kwalificatie |
| 1965                | Niet deelgenomen aan kwalificatie | Niet deelgenomen aan kwalificatie | Niet deelgenomen aan kwalificatie | Niet deelgenomen aan kwalificatie | Niet deelgenomen aan kwalificatie | Niet deelgenomen aan kwalificatie | Niet deelgenomen aan kwalificatie | Niet deelgenomen aan kwalificatie |
| 1971                | Niet deelgenomen aan kwalificatie | Niet deelgenomen aan kwalificatie | Niet deelgenomen aan kwalificatie | Niet deelgenomen aan kwalificatie | Niet deelgenomen aan kwalificatie | Niet deelgenomen aan kwalificatie | Niet deelgenomen aan kwalificatie | Niet deelgenomen aan kwalificatie |
| 1973                | Niet deelgenomen aan kwalificatie | Niet deelgenomen aan kwalificatie | Niet deelgenomen aan kwalificatie | Niet deelgenomen aan kwalificatie | Niet deelgenomen aan kwalificatie | Niet deelgenomen aan kwalificatie | Niet deelgenomen aan kwalificatie | Niet deelgenomen aan kwalificatie |
| 1975                | Niet deelgenomen aan kwalificatie | Niet deelgenomen aan kwalificatie | Niet deelgenomen aan kwalificatie | Niet deelgenomen aan kwalificatie | Niet deelgenomen aan kwalificatie | Niet deelgenomen aan kwalificatie | Niet deelgenomen aan kwalificatie | Niet deelgenomen aan kwalificatie |
| 1978                | Niet deelgenomen aan kwalificatie | Niet deelgenomen aan kwalificatie | Niet deelgenomen aan kwalificatie | Niet deelgenomen aan kwalificatie | Niet deelgenomen aan kwalificatie | Niet deelgenomen aan kwalificatie | Niet deelgenomen aan kwalificatie | Niet deelgenomen aan kwalificatie |
| 1982                | Niet deelgenomen aan kwalificatie | Niet deelgenomen aan kwalificatie | Niet deelgenomen aan kwalificatie | Niet deelgenomen aan kwalificatie | Niet deelgenomen aan kwalificatie | Niet deelgenomen aan kwalificatie | Niet deelgenomen aan kwalificatie | Niet deelgenomen aan kwalificatie |
| 1986                | Niet deelgenomen aan kwalificatie | Niet deelgenomen aan kwalificatie | Niet deelgenomen aan kwalificatie | Niet deelgenomen aan kwalificatie | Niet deelgenomen aan kwalificatie | Niet deelgenomen aan kwalificatie | Niet deelgenomen aan kwalificatie | Niet deelgenomen aan kwalificatie |
| 1990                | Niet deelgenomen aan kwalificatie | Niet deelgenomen aan kwalificatie | Niet deelgenomen aan kwalificatie | Niet deelgenomen aan kwalificatie | Niet deelgenomen aan kwalificatie | Niet deelgenomen aan kwalificatie | Niet deelgenomen aan kwalificatie | Niet deelgenomen aan kwalificatie |
| 1993                | Niet deelgenomen aan kwalificatie | Niet deelgenomen aan kwalificatie | Niet deelgenomen aan kwalificatie | Niet deelgenomen aan kwalificatie | Niet deelgenomen aan kwalificatie | Niet deelgenomen aan kwalificatie | Niet deelgenomen aan kwalificatie | Niet deelgenomen aan kwalificatie |
| 1995                | Niet deelgenomen aan kwalificatie | Niet deelgenomen aan kwalificatie | Niet deelgenomen aan kwalificatie | Niet deelgenomen aan kwalificatie | Niet deelgenomen aan kwalificatie | Niet deelgenomen aan kwalificatie | Niet deelgenomen aan kwalificatie | Niet deelgenomen aan kwalificatie |
| 1997                | Niet deelgenomen aan kwalificatie | Niet deelgenomen aan kwalificatie | Niet deelgenomen aan kwalificatie | Niet deelgenomen aan kwalificatie | Niet deelgenomen aan kwalificatie | Niet deelgenomen aan kwalificatie | Niet deelgenomen aan kwalificatie | Niet deelgenomen aan kwalificatie |
| 1999                | Niet deelgenomen aan kwalificatie | Niet deelgenomen aan kwalificatie | Niet deelgenomen aan kwalificatie | Niet deelgenomen aan kwalificatie | Niet deelgenomen aan kwalificatie | Niet deelgenomen aan kwalificatie | Niet deelgenomen aan kwalificatie | Niet deelgenomen aan kwalificatie |
| 2001                | Niet deelgenomen aan kwalificatie | Niet deelgenomen aan kwalificatie | Niet deelgenomen aan kwalificatie | Niet deelgenomen aan kwalificatie | Niet deelgenomen aan kwalificatie | Niet deelgenomen aan kwalificatie | Niet deelgenomen aan kwalificatie | Niet deelgenomen aan kwalificatie |
| 2003                | Niet deelgenomen aan kwalificatie | Niet deelgenomen aan kwalificatie | Niet deelgenomen aan kwalificatie | Niet deelgenomen aan kwalificatie | Niet deelgenomen aan kwalificatie | Niet deelgenomen aan kwalificatie | Niet deelgenomen aan kwalificatie | Niet deelgenomen aan kwalificatie |
| 2005                | Niet deelgenomen aan kwalificatie | Niet deelgenomen aan kwalificatie | Niet deelgenomen aan kwalificatie | Niet deelgenomen aan kwalificatie | Niet deelgenomen aan kwalificatie | Niet deelgenomen aan kwalificatie | Niet deelgenomen aan kwalificatie | Niet deelgenomen aan kwalificatie |
| 2007                | Niet deelgenomen aan kwalificatie | Niet deelgenomen aan kwalificatie | Niet deelgenomen aan kwalificatie | Niet deelgenomen aan kwalificatie | Niet deelgenomen aan kwalificatie | Niet deelgenomen aan kwalificatie | Niet deelgenomen aan kwalificatie | Niet deelgenomen aan kwalificatie |
| 2009                | Zie Verenigd Koninkrijk           | Zie Verenigd Koninkrijk           | Zie Verenigd Koninkrijk           | Zie Verenigd Koninkrijk           | Zie Verenigd Koninkrijk           | Zie Verenigd Koninkrijk           | Zie Verenigd Koninkrijk           | Zie Verenigd Koninkrijk           |
| 2011                | Zie Verenigd Koninkrijk           | Zie Verenigd Koninkrijk           | Zie Verenigd Koninkrijk           | Zie Verenigd Koninkrijk           | Zie Verenigd Koninkrijk           | Zie Verenigd Koninkrijk           | Zie Verenigd Koninkrijk           | Zie Verenigd Koninkrijk           |
| 2013                | Zie Verenigd Koninkrijk           | Zie Verenigd Koninkrijk           | Zie Verenigd Koninkrijk           | Zie Verenigd Koninkrijk           | Zie Verenigd Koninkrijk           | Zie Verenigd Koninkrijk           | Zie Verenigd Koninkrijk           | Zie Verenigd Koninkrijk           |
| 2015                | Zie Verenigd Koninkrijk           | Zie Verenigd Koninkrijk           | Zie Verenigd Koninkrijk           | Zie Verenigd Koninkrijk           | Zie Verenigd Koninkrijk           | Zie Verenigd Koninkrijk           | Zie Verenigd Koninkrijk           | Zie Verenigd Koninkrijk           |
| 2017                | Zie Verenigd Koninkrijk           | Zie Verenigd Koninkrijk           | Zie Verenigd Koninkrijk           | Zie Verenigd Koninkrijk           | Zie Verenigd Koninkrijk           | Zie Verenigd Koninkrijk           | Zie Verenigd Koninkrijk           | Zie Verenigd Koninkrijk           |
| 2019                | Zie Verenigd Koninkrijk           | Zie Verenigd Koninkrijk           | Zie Verenigd Koninkrijk           | Zie Verenigd Koninkrijk           | Zie Verenigd Koninkrijk           | Zie Verenigd Koninkrijk           | Zie Verenigd Koninkrijk           | Zie Verenigd Koninkrijk           |
| 2021                | Zie Verenigd Koninkrijk           | Zie Verenigd Koninkrijk           | Zie Verenigd Koninkrijk           | Zie Verenigd Koninkrijk           | Zie Verenigd Koninkrijk           | Zie Verenigd Koninkrijk           | Zie Verenigd Koninkrijk           | Zie Verenigd Koninkrijk           |
| Totaal              | 0/18                              | 0                                 | 0                                 | 0                                 | 0                                 | 0                                 | 0                                 | 0                                 |

 Kampioenen   Runners-up   Derde plaats   Vierde plaats

### Europees kampioenschap
| Europees kampioenschap | Europees kampioenschap            | Europees kampioenschap            | Europees kampioenschap            | Europees kampioenschap            | Europees kampioenschap            | Europees kampioenschap            | Europees kampioenschap            | Europees kampioenschap            |
| Jaar (teams)           | Resultaat                         | Wed                               | W                                 | G                                 | V                                 | DV                                | DT                                | DS                                |
| ---------------------- | --------------------------------- | --------------------------------- | --------------------------------- | --------------------------------- | --------------------------------- | --------------------------------- | --------------------------------- | --------------------------------- |
| 1994 (12)              | Niet deelgenomen aan kwalificatie | Niet deelgenomen aan kwalificatie | Niet deelgenomen aan kwalificatie | Niet deelgenomen aan kwalificatie | Niet deelgenomen aan kwalificatie | Niet deelgenomen aan kwalificatie | Niet deelgenomen aan kwalificatie | Niet deelgenomen aan kwalificatie |
| 1996 (12)              | Niet deelgenomen aan kwalificatie | Niet deelgenomen aan kwalificatie | Niet deelgenomen aan kwalificatie | Niet deelgenomen aan kwalificatie | Niet deelgenomen aan kwalificatie | Niet deelgenomen aan kwalificatie | Niet deelgenomen aan kwalificatie | Niet deelgenomen aan kwalificatie |
| 1998 (12)              | Niet deelgenomen aan kwalificatie | Niet deelgenomen aan kwalificatie | Niet deelgenomen aan kwalificatie | Niet deelgenomen aan kwalificatie | Niet deelgenomen aan kwalificatie | Niet deelgenomen aan kwalificatie | Niet deelgenomen aan kwalificatie | Niet deelgenomen aan kwalificatie |
| 2000 (12)              | Niet deelgenomen aan kwalificatie | Niet deelgenomen aan kwalificatie | Niet deelgenomen aan kwalificatie | Niet deelgenomen aan kwalificatie | Niet deelgenomen aan kwalificatie | Niet deelgenomen aan kwalificatie | Niet deelgenomen aan kwalificatie | Niet deelgenomen aan kwalificatie |
| 2002 (16)              | Niet deelgenomen aan kwalificatie | Niet deelgenomen aan kwalificatie | Niet deelgenomen aan kwalificatie | Niet deelgenomen aan kwalificatie | Niet deelgenomen aan kwalificatie | Niet deelgenomen aan kwalificatie | Niet deelgenomen aan kwalificatie | Niet deelgenomen aan kwalificatie |
| 2004 (16)              | Niet deelgenomen aan kwalificatie | Niet deelgenomen aan kwalificatie | Niet deelgenomen aan kwalificatie | Niet deelgenomen aan kwalificatie | Niet deelgenomen aan kwalificatie | Niet deelgenomen aan kwalificatie | Niet deelgenomen aan kwalificatie | Niet deelgenomen aan kwalificatie |
| 2006 (16)              | Niet deelgenomen aan kwalificatie | Niet deelgenomen aan kwalificatie | Niet deelgenomen aan kwalificatie | Niet deelgenomen aan kwalificatie | Niet deelgenomen aan kwalificatie | Niet deelgenomen aan kwalificatie | Niet deelgenomen aan kwalificatie | Niet deelgenomen aan kwalificatie |
| 2008 (16)              | Niet deelgenomen aan kwalificatie | Niet deelgenomen aan kwalificatie | Niet deelgenomen aan kwalificatie | Niet deelgenomen aan kwalificatie | Niet deelgenomen aan kwalificatie | Niet deelgenomen aan kwalificatie | Niet deelgenomen aan kwalificatie | Niet deelgenomen aan kwalificatie |
| 2010 (16)              | Zie Verenigd Koninkrijk           | Zie Verenigd Koninkrijk           | Zie Verenigd Koninkrijk           | Zie Verenigd Koninkrijk           | Zie Verenigd Koninkrijk           | Zie Verenigd Koninkrijk           | Zie Verenigd Koninkrijk           | Zie Verenigd Koninkrijk           |
| 2012 (16)              | Zie Verenigd Koninkrijk           | Zie Verenigd Koninkrijk           | Zie Verenigd Koninkrijk           | Zie Verenigd Koninkrijk           | Zie Verenigd Koninkrijk           | Zie Verenigd Koninkrijk           | Zie Verenigd Koninkrijk           | Zie Verenigd Koninkrijk           |
| 2014 (16)              | Zie Verenigd Koninkrijk           | Zie Verenigd Koninkrijk           | Zie Verenigd Koninkrijk           | Zie Verenigd Koninkrijk           | Zie Verenigd Koninkrijk           | Zie Verenigd Koninkrijk           | Zie Verenigd Koninkrijk           | Zie Verenigd Koninkrijk           |
| 2016 (16)              | Zie Verenigd Koninkrijk           | Zie Verenigd Koninkrijk           | Zie Verenigd Koninkrijk           | Zie Verenigd Koninkrijk           | Zie Verenigd Koninkrijk           | Zie Verenigd Koninkrijk           | Zie Verenigd Koninkrijk           | Zie Verenigd Koninkrijk           |
| 2018 (16)              | Zie Verenigd Koninkrijk           | Zie Verenigd Koninkrijk           | Zie Verenigd Koninkrijk           | Zie Verenigd Koninkrijk           | Zie Verenigd Koninkrijk           | Zie Verenigd Koninkrijk           | Zie Verenigd Koninkrijk           | Zie Verenigd Koninkrijk           |
| 2020 (16)              | Zie Verenigd Koninkrijk           | Zie Verenigd Koninkrijk           | Zie Verenigd Koninkrijk           | Zie Verenigd Koninkrijk           | Zie Verenigd Koninkrijk           | Zie Verenigd Koninkrijk           | Zie Verenigd Koninkrijk           | Zie Verenigd Koninkrijk           |
| 2022 (16)              | Zie Verenigd Koninkrijk           | Zie Verenigd Koninkrijk           | Zie Verenigd Koninkrijk           | Zie Verenigd Koninkrijk           | Zie Verenigd Koninkrijk           | Zie Verenigd Koninkrijk           | Zie Verenigd Koninkrijk           | Zie Verenigd Koninkrijk           |
| Totaal                 | 0/8                               | 0                                 | 0                                 | 0                                 | 0                                 | 0                                 | 0                                 | 0                                 |

 Kampioenen   Runners-up   Derde plaats   Vierde plaats

### EHF Challenge Trophy
De EHF Challenge Trophy is een Europees handbaltoernooi voor handballanden in ontwikkeling.
| EHF Challenge Trophy | EHF Challenge Trophy    | EHF Challenge Trophy    | EHF Challenge Trophy    | EHF Challenge Trophy    | EHF Challenge Trophy    | EHF Challenge Trophy    | EHF Challenge Trophy    | EHF Challenge Trophy    |
| Jaar                 | Resultaat               | Wed                     | W                       | G                       | V                       | DV                      | DT                      | DS                      |
| -------------------- | ----------------------- | ----------------------- | ----------------------- | ----------------------- | ----------------------- | ----------------------- | ----------------------- | ----------------------- |
| 2000                 | Niet deelgenomen        | Niet deelgenomen        | Niet deelgenomen        | Niet deelgenomen        | Niet deelgenomen        | Niet deelgenomen        | Niet deelgenomen        | Niet deelgenomen        |
| 2002                 | Niet deelgenomen        | Niet deelgenomen        | Niet deelgenomen        | Niet deelgenomen        | Niet deelgenomen        | Niet deelgenomen        | Niet deelgenomen        | Niet deelgenomen        |
| 2004                 | Niet deelgenomen        | Niet deelgenomen        | Niet deelgenomen        | Niet deelgenomen        | Niet deelgenomen        | Niet deelgenomen        | Niet deelgenomen        | Niet deelgenomen        |
| 2006                 | 7de                     |                         |                         |                         |                         |                         |                         |                         |
| 2008                 | Zie Verenigd Koninkrijk | Zie Verenigd Koninkrijk | Zie Verenigd Koninkrijk | Zie Verenigd Koninkrijk | Zie Verenigd Koninkrijk | Zie Verenigd Koninkrijk | Zie Verenigd Koninkrijk | Zie Verenigd Koninkrijk |
| 2010                 | Zie Verenigd Koninkrijk | Zie Verenigd Koninkrijk | Zie Verenigd Koninkrijk | Zie Verenigd Koninkrijk | Zie Verenigd Koninkrijk | Zie Verenigd Koninkrijk | Zie Verenigd Koninkrijk | Zie Verenigd Koninkrijk |
| 2012                 | Zie Verenigd Koninkrijk | Zie Verenigd Koninkrijk | Zie Verenigd Koninkrijk | Zie Verenigd Koninkrijk | Zie Verenigd Koninkrijk | Zie Verenigd Koninkrijk | Zie Verenigd Koninkrijk | Zie Verenigd Koninkrijk |
| 2014                 | Zie Verenigd Koninkrijk | Zie Verenigd Koninkrijk | Zie Verenigd Koninkrijk | Zie Verenigd Koninkrijk | Zie Verenigd Koninkrijk | Zie Verenigd Koninkrijk | Zie Verenigd Koninkrijk | Zie Verenigd Koninkrijk |
| 2016                 | Zie Verenigd Koninkrijk | Zie Verenigd Koninkrijk | Zie Verenigd Koninkrijk | Zie Verenigd Koninkrijk | Zie Verenigd Koninkrijk | Zie Verenigd Koninkrijk | Zie Verenigd Koninkrijk | Zie Verenigd Koninkrijk |
| 2018                 | Zie Verenigd Koninkrijk | Zie Verenigd Koninkrijk | Zie Verenigd Koninkrijk | Zie Verenigd Koninkrijk | Zie Verenigd Koninkrijk | Zie Verenigd Koninkrijk | Zie Verenigd Koninkrijk | Zie Verenigd Koninkrijk |
| Totaal               | 1/4                     |                         |                         |                         |                         |                         |                         |                         |

 Kampioenen   Runners-up   Derde plaats   Vierde plaats